# 4703 Kagoshima
4703 Kagoshima eller 1988 BL är en asteroid i huvudbältet som upptäcktes den 16 januari 1988 av de båda japanska astronomerna Masaru Mukai och Masanori Takeishi vid YCPM Kagoshima Station. Den är uppkallad efter den japanska staden Kagoshima.
Asteroiden har en diameter på ungefär 4 kilometer.